# Pasquale Pistorio
Pour les articles homonymes, voir Pistorio.
Pasquale Pistorio, né à Agira le 6 janvier 1936, est un dirigeant italien d'entreprise. Il a été président et CEO de STMicroelectronics puis membre de la direction de Confindustria. Du 17 avril 2007 au 3 décembre 2007 il a été Président temporaire du groupe Telecom Italia.

## Biographie
Après avoir obtenu le diplôme d'ingénieur électrotechnique à l'École polytechnique de Turin en 1963, Pasquale Pistorio commence sa carrière professionnelle dans le groupe américain Motorola dont il devient le Directeur marketing pour l'Europe en 1967. Il occupe plusieurs postes à haute responsabilité, directeur marketing mondial, vice président de Motorola Corporation, directeur général de l'International Semiconductor Division, responsable de conception, production et marketing pour les pays hors des Usa.
En 1980, il revient en Italie où il a été recruté pour prendre la direction du groupe SGS - Società Generale Semiconduttori, une importante société de microélectronique que Pascuale Pistorio va gérer activement avec une première fusion-absorption de son concurrent national ATES puis, en 1987, le français Thomson Semi-conducteurs pour former SGS-Thomson devenu STMicroelectronics en mai 1998. Il fera de ce groupe le 5ème producteur mondial de semi-conducteurs en 2005. La même année, Pascuale Pistorio quitte la direction du groupe qu'il a créé pour en devenir Président honoraire.
En avril 2005, il crée la "Pistorio Foundation", une organisation à but non lucratif dont le siège est à Genève, pour porter assistance aux enfants des zones les plus défavorisées de la planète ou victimes de la guerre ou de catastrophes naturelles. Cette assistance peut être médicale, sanitaire, humanitaire ou apporter formation et éducation. La fondation intervient aussi bien avec des aides financières directes ou des assistances en personnel et installations neuves comme des écoles ou des hôpitaux.
En avril 2007, il est nommé Président de Telecom Italia alors que le groupe italien de téléphonie vivait une période délicate avec des menaces d'OPA de concurrents étrangers. Il resta en poste jusqu'en novembre de la même année après avoir évité l'escalade financière indésirable.
Il occupa également les fonctions de Vice Président de la Confindustria, (Organisation patronale italienne équivalent du Medef) de la branche "Innovation & recherche" de 2005 à 2008. 
Il fut également conseiller indépendant au sein du Conseil d'Administration du groupe Fiat et de Chartered Semiconductor Manufacturing. 
Il a également effectué de nombreuses missions :
- Conseil Stratégique pour l'attractivité du pays auprès du Premier Ministre français,
- Internal Advisory Council du gouvernement de Singapour
- International Business Council du World Economic Forum
- World Business Council pour le Développement Durable
- Conseil Stratégique des Technologies de l'Information français
- 'European Round Table of Industrialists (ERT).

Au cours de sa carrière, il a reçu de nombreuses distinctions dont plusieurs Diplôme honorifique honoris causa des universités de Gênes, Malte, Pavie, Catane, Palerme, Milan-Bicocca et du Samnium.
Ila été en outre décoré de l'Ordre du Mérite du travail Italien.